# Comuna Ugărcin, Loveci
Ugărcin (în bulgară Угърчин) este o comună în regiunea Loveci, Bulgaria, formată din orașul Ugărcin și satele Dragana, Goleț, Kalenik, Katuneț, Kircevo, Kirkova Mahala, Lesidren, Mikre, Orleane, Slavștița, Sopot și Vasilkovska Mahala. 

## Demografie
Componența etnică a comunei Ugărcin
     Turci (1,64%)
     Romi (3,59%)
     Bulgari (81,33%)
     Nicio identificare (13,18%)
     Altele (0,23%)
La recensământul din 2011, populația comunei Ugărcin era de 6.505 locuitori. Din punct de vedere etnic, majoritatea locuitorilor (81,33%) erau bulgari, existând și minorități de romi (3,59%) și turci (1,64%). Pentru 13,18% din locuitori nu este cunoscută apartenența etnică.